# Средние Малыничи
Сре́дние Малы́ничи (бел. Сярэднія Малынічы) — деревня в Чечерском районе Гомельской области Белоруссии. Входит в состав Ленинского сельсовета.

## География
В 5 км на юг от Чечерска, 42 км от железнодорожной станции Буда-Кошелёвская (на линии Гомель — Жлобин), 70 км от Гомеля.

### Гидрография
На востоке озеро Стоячее. Около деревни расположено месторождение железняка.

## Транспортная сеть
Транспортные связи по просёлочной, затем автомобильной дороге Чечерск — Буда-Кошелёво. Планировка состоит из прямолинейной меридиональной улицы, застроенной двусторонне деревянными усадьбами.

## История
Согласно письменным источникам известна с конца XVIII века как деревня в Чечерской волости Рогачёвского уезда Могилёвской губернии. В 1777 году находилась в «общем владении» дворянина Иосифа Конюшевского и дворян Якова, Иосифа, Игнатия и Андрея Шелюта. В 1847 году жители деревни владели 214 десятинами земли, деревня находилась в составе поместья Бердыж. В 1850 году помещик владел здесь 118 десятинами земли, водяной мельницей и трактиром. Согласно переписи 1897 года в Средних Малыничах действовали хлебозапасный магазин, 2 ветряные мельницы, винный магазин. В 1909 году жители деревни владели 455 десятинами земли.
В 1926 году здесь располагался почтовый пункт, работала начальная школа. С 8 декабря 1926 года до 1930 года деревня Средние Малыничи была центром Среднемалыничского сельсовета Чечерского района Гомельского (до 26 июля 1930 года) округа. В 1929 году был организован колхоз. 7 жителей погибли на фронтах Великой Отечественной войны.
Согласно переписи 1959 года в составе колхоза имени В. И. Ленина (центр — посёлок Вознесенский). Действовала библиотека.

## Население
- 1858 год — 3 двора.
- 1868 год — 8 дворов, 74 жителя.
- 1897 год — 47 дворов, 333 жителя (согласно переписи).
- 1909 год — 55 дворов.
- 1959 год — 163 жителя (согласно переписи).
- 2004 год — 24 хозяйства, 39 жителей.